# Кобеляцький цукровий завод
Кобеляцький цукровий завод — підприємство харчової промисловості у селищі міського типу Білики Кобеляцького району Полтавської області.

## Історія
Кобеляцький цукровий завод було побудовано 1950—1955 рр. відповідно до п'ятого п'ятирічного плану відновлення та розвитку народного господарства СРСР і введений в експлуатацію в 1955 році, сировиною для виробництва цукру був цукровий буряк. Надалі завод увійшов до числа провідних підприємств місцевої промисловості.
Частина цукру, що випускається заводом, надходила на Білицький молочноконсервний завод (з 1966 року — Білицький молочноконсервний комбінат), на якому було освоєно виробництво згущеного молока.
У 1981—1984 роках під час виконання цільової комплексної програми «Цукор» фахівці міністерства харчової промисловості УРСР та АН УРСР спроектували та створили нову конструкцію тонкошарового відстійника-освітлювача для осадження дисперсних частинок бурякового соку першої сатурації — з підвищеною ефективністю та потужністю 3 тис. тонн буряків на добу. Перший експериментальний зразок відстійника-освітлювача було встановлено на Кобелякському цукровому заводі.
Після проголошення незалежності України завод було приватизовано. В 2003 власником заводу став агрохолдинг ТОВ «Астарта-Київ». Економічна криза, яка почалася в 2008 році (що скоротила попит на цукор у підприємств харчової промисловості) і вступ України до СОТ (після якої в країну було дозволено імпорт цукру-сирцю за пільговою митною ставкою) ускладнили становище підприємства.
У 2010 році київська компанія ТОВ «Теплоком» здійснила модернізацію станції дефекосатурації та теплової схеми заводу, а компанія «НТ-Пром» виконала роботи з реконструкції виробничих потужностей заводу. Після завершення реконструкції, завод увійшов до десяти найбільш ефективних цукрових заводів країни (у 2012 році коефіцієнт вилучення цукру з сировини на Кобелякському цукровому заводі становив 82,51 %, тоді як середнє значення показника по всіх 63 цукрових заводах, що діяли в 2012 році, становило 78,69%).
На початку 2015 року завод було зупинено та у 2015 році не функціонував. 6 жовтня 2016 року завод відновив виробництво. Повідомляється, що на підприємстві планується переробляти цукрові буряки, вирощені у трьох районах Полтавської області — Кобеляцькому, Козельщинському та Новосанжарському. До 15 грудня 2016 року завод виробив понад 50 тис. тонн цукру.